# Karin Moe
Karin Helga Moe (3 de diciembre de 1945) es una escritora y crítico literario noruega que ha incursionado en varios géneros, entre ellos, la poesía, ensayo y novela. Debutó en 1980 con Kjønnskrift; en la década de 1980 formó parte del grupo de poetas Stuntpoetene junto a Torgeir Rebolledo Pedersen, Triztan Vindtorn, Arne Ruste, Thorvald Steen, Erling Kittelsen, Jón Sveinbjørn Jónsson y Thor Sørheim. En 2013 recibió el Premio Dobloug de la Academia Sueca.

## Obras
- Kjønnskrift – 1980.
- 39 Fyk – 1983
- Kvinne & Kunstnar – 1983.
- KYKA/1984 – 1984.
- Mordatter – 1985.
- Sjanger – 1986.
- Blove 1. bok – 1992.
- Blove 2. bok – 1993.
- Jo. Å lesa Bibelen 1995 – 1995.
- Rød kube – 2001.
- Skrifter – 2012.